# Xenofrea lineatipennis
Xenofrea lineatipennis är en skalbaggsart som beskrevs av Dmytro Zajciw 1961. Xenofrea lineatipennis ingår i släktet Xenofrea och familjen långhorningar. Inga underarter finns listade i Catalogue of Life.